# پل چوبی (فیلم)
پل چوبی فیلمی به کارگردانی مهدی کرم‌پور است که در سال ۱۳۹۰ ساخته شده‌است و پس از دو سال توقیف با روی کار آمدن دولت حسن روحانی در سال( ۱۳۹۲ )در سینماها اکران شد.
این فیلم جزو فیلم‌های توقیفی و تحریمی حوزه هنری بود و در نهایت فیلم پس از ۳۰ مورد اصلاحیه و ۹ دقیقه کوتاه شدن توانست اکران شود. این فیلم که در زمان اکران سینماهای حوزه هنری را در اختیار نداشت توانست در ۹ روز اول اکران خود به فروش ۲۰۰ میلیون تومانی دست یابد.
باید اشاره کنیم که یکی از دلایل موفقیت این فیلم قرارگیری بازیگرانی چون بهرام رادان و مهران مدیری در کنار یکدیگر است. این فیلم در نهایت به باشگاه میلیاردی‌های سینمای ایران پیوست و به مجموع فروشی در حدود دو میلیارد تومان در سراسر ایران دست پیدا کرد.

## خلاصه داستان
سال ۱۳۸۸. امیر (بهرام رادان) و شیرین (مهناز افشار) در آستانهٔ دهمین سالگرد ازدواج‌شان قصد مهاجرت از ایران را دارند. در تب‌وتاب پیش از انتخابات ریاست‌جمهوری کارهای سفرشان به مشکل برمی‌خورد و تنها راه پیش رو پیشنهاد استاد قدیمی‌شان کامران صبوحی (مهران مدیری) است که مدتی قبل به آن‌ها گفته شیرین برای گرفتن ویزا و فراهم‌کردن مقدمات مهاجرت نزد او در دبی برود و امیر در آن مقطع به دلیل علاقهٔ قدیمی صبوحی به شیرین مخالفت کرده‌است. یک ماه مانده به انتخابات شیرین می‌رود و کارها به‌دلیل حوادث پس از انتخابات برای امیر بیشتر گره می‌خورد. دستگیری آیدا خواهر امیر در این اثنا و بازگشت نازلی (هدیه تهرانی) عشق قدیمی امیر که ده سال قبل او را رها کرده و رفته، بحران را تکمیل می‌کند.

داستانی که در ابتدا برای حساسیت‌زدایی از قصهٔ ملتهب فیلم در اختیار رسانه‌ها قرار گرفت چنین بود:
«پل چوبی» معبری بود بر خندق شمالی طهران، مابین پایتخت و ییلاق شمیران… محل اتصال طهران قدیم و تهران مدرن. این‌جا و اکنون، محله پل چوبی یادگار گذشته‌است. نامی به‌جا مانده در قلب شهر پرهیاهو؛ محل رخداد عاشقانه‌ای ناآرام…

## بازیگران
- بهرام رادان
- مهناز افشار
- هدیه تهرانی
- مهران مدیری
- فرهاد اصلانی
- آتیلا پسیانی
- برزو ارجمند
- امید روحانی

## جایزه‌ها

### سی‌امین دوره جشنواره فیلم فجر[۵]
| بخش                      | نامزد                   | نتیجه    |
| ------------------------ | ----------------------- | -------- |
| بهترین فیلم              | مهدی داوری و علی سرتیپی | نامزدشده |
| بهترین بازیگر نقش اول زن | مهناز افشار             | نامزدشده |
| بهترین طراحی صحنه و لباس | پروین صفری              | نامزدشده |
| بهترین فیلمبرداری        | تورج منصوری             | نامزدشده |

### سی و دومین دوره جشنواره فیلم فجر
| بخش          | نامزد            | نتیجه    |
| ------------ | ---------------- | -------- |
| بهترین پوستر | محمدحسین هوشمندی | نامزدشده |

### چهاردهمین دوره جشن حافظ[۶]
| بخش                     | نامزد                    | نتیجه    |
| ----------------------- | ------------------------ | -------- |
| بهترین بازیگر مرد سینما | مهران مدیری              | نامزدشده |
| بهترین فیلمنامه         | مهدی کرم‌پور و خسرو نقیبی | نامزدشده |